# HMS Meteor (G73)
«Метеор» (англ. HMS Meteor (G73) — військовий корабель, ескадрений міноносець типу «M» Королівського військово-морського флоту Великої Британії за часів Другої світової війни.
Ескадрений міноносець «Метеор» закладений 14 вересня 1940 на верфі компанії Alexander Stephen and Sons у Глазго. 3 листопада 1941 року він був спущений на воду, а 12 серпня 1942 року увійшов до складу Королівських ВМС Великої Британії. Есмінець взяв активну участь у бойових діях на морі в Другій світовій війні, бився у Північній Атлантиці, біля берегів Франції, Англії та Норвегії, супроводжував арктичні та атлантичні конвої. За проявлену мужність та стійкість у боях бойовий корабель заохочений п'ятьма бойовими відзнаками.
16 серпня 1957 року разом з однотипними есмінцями «Мілн», «Марна», «Матчлес» проданий Туреччині, де після модернізації був перейменований на TCG «Піяле-паша» та 29 червня 1959 року увійшов до складу ВМС Туреччини. Корабель служив до 1979 року поки не був списаний і згодом розібраний на брухт.

## Служба

### 1942
На початку вересня 1942 року «Метеор» включений до складу сил ескорту для супроводу арктичного конвою PQ 18, що доставляв за програмами ленд-лізу озброєння, військову техніку і важливі матеріали та майно до Радянського Союзу й під потужною охороною йшов до Архангельська.
«Метеор» діяв у складі далекого ескорту з 16 есмінців, який очолював крейсер «Сцилла». У ході переходу конвой зазнав численних нападів німецьких підводних човнів та літаків Люфтваффе. З 12 по 15 вересня 1942 року конвой піддався інтенсивній атаці 35 пікіруючих бомбардувальників Ju 88A-4 KG 30 та 42 торпедоносців KG 26 (I/KG 26 з 28 He 111H-6 та III/KG 26 з 14 Ju 88A-4). Тактикою дії німецьких літаків був одночасний та взаємоузгоджений напад торпедоносців та частки бомбардувальників на головні сили ескорту, які відволікали бойові кораблі від транспортних суден, і у цей час авіагрупа III/KG 26 потужною торпедною атакою, відомою як «золота гребінка», нищила беззахисні транспортники.
На фоні бомбардування кораблі та судна союзників одночасно атакували німецькі підводні човни. Частка з них була потоплена ескортом. Так, есмінець «Фолкнор» потопив U-88, «Імпульсів» — U-457 та «Онслоу» у взаємодії з палубною авіацією ескортного авіаносця «Евенджер» — U-589. Однак, попри затятий спротив кораблів ескорту, тільки за 12 вересня вісім суден з сорока було потоплено німцями. 14 вересня британський танкер MV «Ателтемлер» був пошкоджений внаслідок торпедної атаки U-457 і згодом затонув. Ще два транспортних судна затопила німецька авіація на підходах до Мурманської бухти. Загалом під час переходу загинуло 13 суден.
16 вересня есмінець «Метеор» приєднався до сил флоту для супроводження конвою QP 14, що повертався з СРСР до Лох-Ю у Шотландії. 65 бойових кораблів супроводжували невеличкий транспортний конвой з 17 суден. У цілому конвой втратив шість кораблів та суден, тільки один U-435 встиг потопити чотири союзних судна.

### 1944
28 січня 1944 року «Метеор» вийшов з ескортною групою конвою JW 56B, що прямував до Кольської затоки. Транспортний конвой зазнав скоординовані атаки німецьких субмарин..
У ході зіткнень «Гарді» дістав важких пошкоджень і був затоплений. 30 січня есмінці «Метеор» і «Вайтхол» південно-східніше острову Ведмежий затопили німецький підводний човен U-314.
3 лютого 1944 року «Метеор» з есмінцями «Опорт'юн», «Севідж», «Оффа», «Венус», «Віджілент», «Інконстант», «Махратта», «Мілн», «Маскітер», «Скодж», «Гурон» і «Сторд» вийшов на супровід арктичного конвою RA 56 від берегів Радянської Росії.
З 17 до 24 серпня 1944 року есмінець діяв в охороні конвою JW 59, що вийшов з Лох-Ю до Кольської затоки. На зворотному шляху «Метеор» ескортував конвой RA 59A.
З 17 до 23 вересня 1944 року «Метеор» супроводжував конвой JW 60 до Мурманська та зворотний конвой RA 60.